# Amélie ou le Duc de Foix

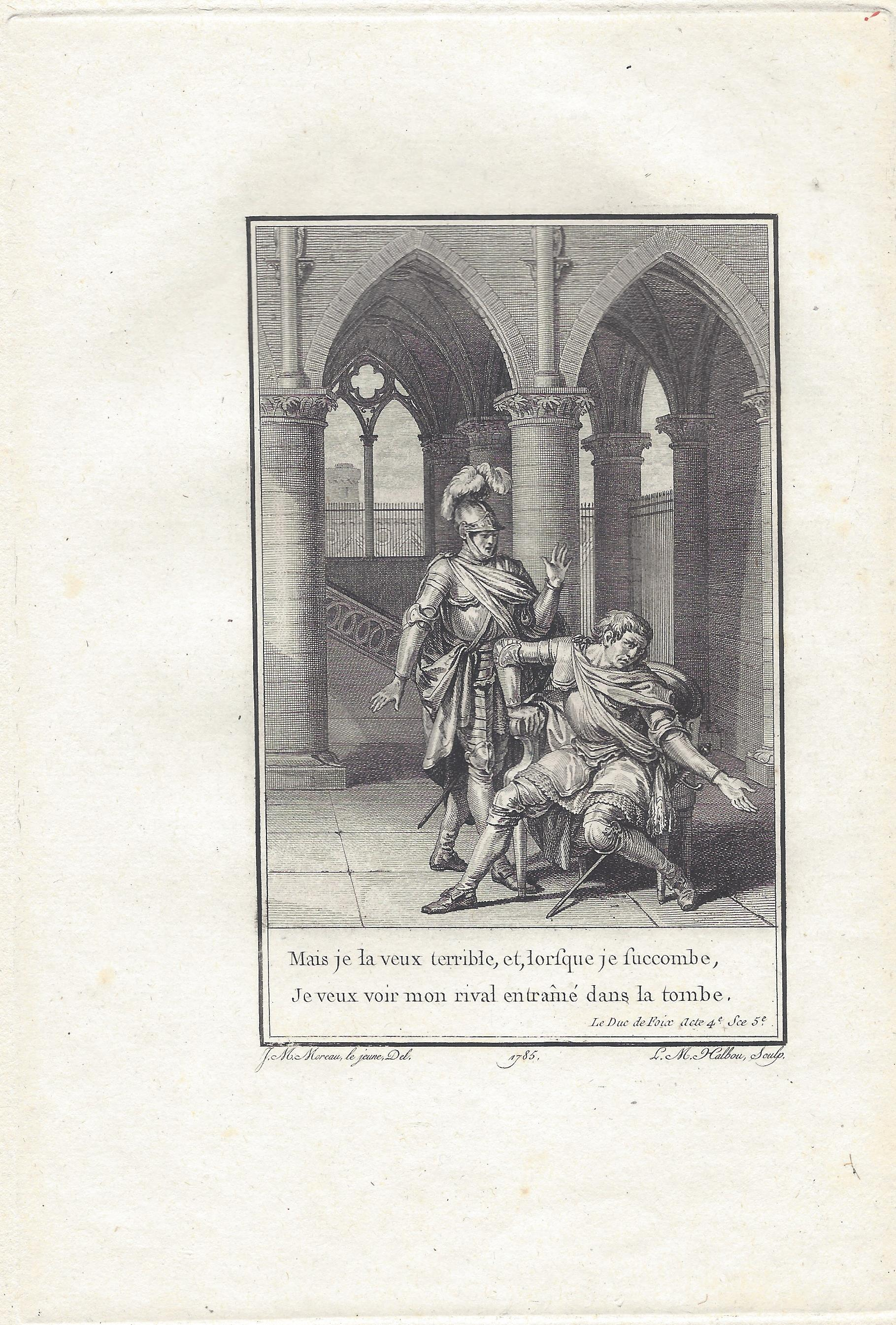
Jean-Michel Moreau: Illustration zum Duc de Foix von Jean-Michel Moreau, 1785

Amélie ou le Duc de Foix oder Le Duc de Foix ist eine Tragödie in fünf Aufzügen von Voltaire. Der Text ist eine in Berlin entstandene Neufassung von Voltaires Tragödie Adélaïde du Guesclin von 1734 und wurde am 17. August 1752 an der Comédie-Française in Paris uraufgeführt.

## Handlung
Die Handlung spielt auf dem Schloss des Duc de Foix. Vamir, verbündet mit dem König von Frankreich, und der Duc de Foix, verbündet mit den Mauren, sind verfeindete Brüder. Der Duc de Foix hat die maurische Gefangene Amélie gerettet und will sie heiraten. Amélie liebt jedoch Vamir und steht zu Frankreich. Als Vamir in die Gefangenschaft der Mauren gerät, will der eifersüchtige Duc de Foix seinen Bruder und Rivalen von seinem Gefolgsmann Lisois, der ebenfalls Amélie liebt, töten lassen. Als sich das Gewissen des Duc de Foix regt und er seinen Befehl bereut, ist es vermeintlich zu spät. Lisois hat jedoch die Reue seines Herrn voraussehend Vamir verschont. Nach der Versöhnung heiratet Vamir Amélie und der Duc de Foix unterwirft sich dem französischen König.

## Literarische Vorlage und biografische Bezüge
Voltaire, enttäuscht von der lauen Aufnahme seiner 1734 in Paris nur elfmal aufgeführten und ungedruckten Adélaïde du Guesclin, überarbeitete die Tragödie 1751 in Berlin zunächst zu einer dreiaktigen Fassung unter dem Titel Les frères ennemis. Die fünfaktige Fassung des Duc de Foix entstand im Anschluss. Voltaire übernahm weitgehend den Text der Adélaïde, verlegte jedoch die Handlung mit geänderten Namen in die Zeit der maurischen Kriege.

## Aufführungen und zeitgenössische Rezeption
Die Tragödie wurde am 17. August 1752 in der Comédie-Française uraufgeführt.

## Drucklegung
Voltaire überließ das Manuskript den Druckern Lambert in Paris und Conrad Walther in Dresden, die die Tragödie zeitgleich veröffentlichten. Traditionell, aber ohne Beleg, gilt die Lambertausgabe als der Erstdruck.

## Erste Ausgaben
- Le Duc de Foix, Tragédie par M. de Voltaire, Lambert, Paris, 1752, 12°, 64 S.
- Amélie ou Le Duc De Foix, Tragédie de Monsieur de Voltaire, Gentilhomme ordinaire de la Chambre du Roi de France et Chambelan du Roi de Prusse, Conrad Walther, Dresden, 1752,8°, 80 S.
- Amélie, ou Le Duc de Foix, Tragédie, Wilson und Durham, London, 1753, 64 S.
- Le Duc de Foix, Lambert, Paris, 1760, 8°, 53 S.